# Данвил (Квебек)
Данвил (фр. Danville) је град у Канади у покрајини Квебек. Према резултатима пописа 2011. у граду је живело 4.070 становника.

## Становништво
Према резултатима пописа становништва из 2011. у граду је живело 4.070 становника, што је за 0,7% више у односу на попис из 2006. када је регистровано 4.041 житеља.
| 2006. | 2011. |
| ----- | ----- |
| 4.041 | 4.070 |